# Dinah Shore
Dinah Shore, nome artístico de Frances Rose Shore, (Winchester, 29 de fevereiro de 1916 — Beverly Hills, 24 de fevereiro de 1994) foi uma cantora e atriz estadunidense.

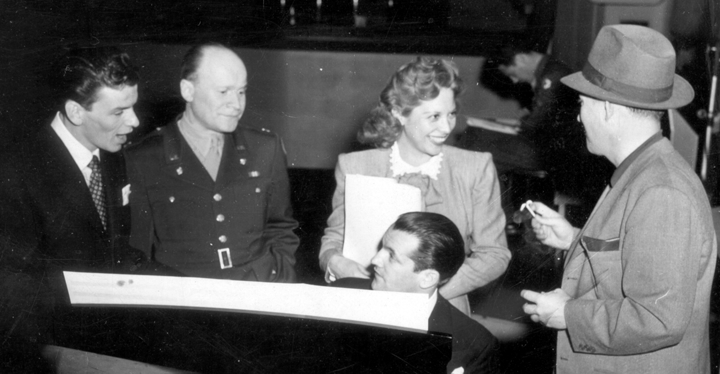
No programa de rádio das Forças Armadas "Command Performance", CBS, 1944. Da direita para a esquerda: Frank Sinatra, Major Mann Holiner, Dinah Shore e Bing Crosby.

Sofreu poliomielite da infância, que lhe deixou com um pé levemente deformado, que não lhe impedia fisicamente, mas lhe causava constrangimento. Tornou-se uma líder de torcida na escola secundária Hume-Fogg em Nashville e se graduou pela Universidade Vanderbilt em 1938, onde se especializou em Sociologia. Paralelamente, ela tomava aulas de voz e de atuação e cantava na rádio WSM em Nashville. Em 1938, ela deixou o Tennessee por Nova Iorque. Suas primeiras gravações foram com o maestro Xavier Cugat e, posteriormente, mudou seu nome para Dinah depois do sucesso que fez com a canção de mesmo nome. Ela recebeu inúmeros prêmios Emmy por produções e especiais de televisão e apareceu em muitos filmes. Ela foi casada com o ator George Montgomery e eles tiveram uma filha e adotaram um filho.

## Sucessos
- Anniversary Song
- Blues in the Night
- Buttons and Bows
- Dear Hearts and Gentle People
- I Hear a Rhapsody
- I Love You for Sentimental Reasons
- I Wish I Didn't Love You So
- I'll Walk Alone
- Jim
- Sweet Violets
- The Gypsy
- Yes, My Darling Daughter
- You'd Be So Nice to Come Home To

## Filmografia
| Ano  | Título original               | Título no Brasil               | Papel                            | Canções                                                                   | Produtora            |
| ---- | ----------------------------- | ------------------------------ | -------------------------------- | ------------------------------------------------------------------------- | -------------------- |
| 1943 | Thank Your Lucky Stars        | Graças à Minha Boa Estrela     | ela mesma                        | How Sweet You Are; Thank Your Lucky Stars; The Dreamer                    | Warner Brothers      |
| 1944 | Up in Arms                    | Sonhando de Olhos Abertos      | Ten. Enfermeira Virginia Merrill | Tess' Torch Song                                                          | RKO Pictures         |
| 1944 | Follow the Boys               | Epopéia da Alegria             | ela mesma                        | I'll Walk Alone; I'll Get By; Mad About Him Blues                         | Universal            |
| 1945 | Belle of the Yukon            | A Bela do Yukon                | Lettie                           | Sleigh Ride in July; Like Someone in Love                                 | RKO Pictures         |
| 1946 | Make Mine Music               | Música, Maestro!               | vocal                            | Two Sillhouettes                                                          | Walt Disney          |
| 1947 | Till the Clouds Roll By       | Quando as Nuvens Passam        | especial                         | The Last Time I Saw Paris                                                 | MGM                  |
| 1947 | Fun and Fancy Free            | Como É Bom Se Divertir         | vocal                            | Too Good to Be True; Say It with a Slap; Lazy Countryside                 | Walt Disney          |
| 1952 | Aaron Slick from Punkin Crick | N/A                            | Josie                            | Life Is a Beautiful Thing; Marshmellow Moon; Why Can't I Believe in Love? | Paramount            |
| 1975 | Gator                         | Gator, o Implacável            | vocal                            | Hey Country Boy                                                           | Levy-Gardner-Laven   |
| 1977 | Oh, God!                      | Alguém Lá em Cima Gosta de Mim | ela mesma                        | N/A                                                                       | Warner Brothers      |
| 1979 | Death Car on the Freeway (TV) | Morte na Estrada               | Lynn Bernheimer                  | N/A                                                                       | The Shpetner Company |
| 1980 | HealtH                        | Política de Corpo - Saúde      | ela mesma                        | N/A                                                                       | Lions Gate Films     |